# Spas-Jamszcziki (obwód wołogodzki)
Spas-Jamszcziki (ros. Спас-Ямщики) – wieś w Rosji, w rejonie mieżdurieczeńskim obwodu wołogodzkiego. W 2010 r. liczyła 296 mieszkańców.